# Ikniouen
Ikniouen  (in arabo اكنيون‎?) è un centro abitato e comune rurale del Marocco situato nella provincia di Tinghir, regione di Drâa-Tafilalet. Conta una popolazione di 18 235 abitanti (censimento 2014).